# (10259) Osipovyurij
(10259) Osipovyurij (1972 HL) – planetoida z pasa głównego asteroid okrążająca Słońce w ciągu 5,48 lat w średniej odległości 3,11 j.a. Odkryta 18 kwietnia 1972 roku.